# Walter H. Stockmayer
Walter Hugo Stockmayer (* 7. April 1914 in Rutherford, New Jersey; † 9. Mai 2004 in Norwich, Vermont) war ein US-amerikanischer Chemiker. Er war ein Pionier der Polymerforschung.

## Leben und Werk
Sein Forschungsgebiet war insbesondere Struktur und Dynamik von Polymeren, einschließlich mehrerer Anwendungen von Lichtstreuungs-Methoden.
Stockmayer wuchs in Rutherford auf. Er interessierte sich bereits als Undergraduate am MIT (Bachelor-Abschluss als S. B. 1935) für die theoretischen Aspekte der Physikalischen Chemie. Mit einem Rhodes Scholarship arbeitete er 1935 bis 1937 am Jesus College, Oxford, wo er unter der Leitung von David Leonard Chapman (1869–1958) Untersuchungen über die Kinetische Gastheorie durchführte und einen B.Sc. erwarb. Stockmayer kehrte für seine Ph.D.-Forschungen zum MIT zurück und wurde dort 1940 bei James A. Beattie promoviert. Er arbeitete auf dem Gebiet der Statistischen Mechanik. Diese Arbeiten setzte er auch an der Columbia University fort, an der er im Zweiten Weltkrieg außerdem geheime kriegswichtige Forschungsarbeiten durchführte. 1943 kehrte er erneut zum MIT zurück, an dem er 1952 Professor wurde. Nach einem Guggenheim-Stipendium in Straßburg und einer weiteren Zeit am MIT war er ab 1961 Professor am Dartmouth College. Er war dort zweimal Vorsitzender der Chemie-Fakultät und wurde 1979 emeritiert, unterrichtete aber weiter bis 2002.
Er begründete die Zeitschrift Macromolecules und war über zwanzig Jahre deren Associate Editor.

## Mitgliedschaft und Ehrungen
1946 wurde Stockmayer in die American Academy of Arts and Sciences gewählt. 1956 wurde er Mitglied der National Academy of Sciences.
1988 erhielt er den Herman F. Mark Division of Polymer Chemistry Award, 1996 er den ACS Award in Polymer Chemistry. 1987 erhielt er die National Medal of Science und außerdem den Peter Debye Award, einen Humboldt-Forschungspreis, den Hermann-Staudinger-Preis und die Stas-Medaille der belgischen chemischen Gesellschaft.
Er war Ehrendoktor des Dartmouth College, der University of Massachusetts-Amherst und der Universität Louis-Pasteur in Straßburg sowie Ehren-Fellow des Jesus College in Oxford.

## Schriften
- mit R. Koningsveld, E. Nies: Polymer Phase Diagrams, 2001